# Would've, Could've, Should've (pjesma Taylor Swift)
"Would've, Could've, Should've" je bonus pjesma američke kantautorice Taylor Swift s njenog desetog studijskog albuma, Midnights (2022.). Pjesmu su napisali i producirali Swift i Aaron Dessner. Pjesma je soft rock pjesma sklona novom valu o pripovjedačevom razmišljanju o manjkavoj romantičnoj vezi iz prošlosti neprimjerenoj godinama.
Glazbeni kritičari visoko su pohvalili tekst, produkciju i emotivne osjećaje pjesme, a neki su je odabrali kao vrhunac albuma. Pjesma je na kraju 2022. godine uvrštena na liste najboljih pjesama Business Insidera, Rolling Stonea i Slant Magazina. Dospio je na 20. mjesto američke Billboard Hot 100 ljestvice, 21. mjesto na Billboard Global 200 ljestvici, a uvršten je u Kanadu, Filipine, Portugal, Švedsku i Vijetnam.

## Pozadina
Američka kantautorica Taylor Swift najavila je svoj deseti studijski album na dodjeli MTV Video Music Awards 2022. 28. kolovoza 2022. Kasnije je otkrila naziv albuma, Midnights, i naslovnicu albuma na društvenim mrežama, ali popis pjesama nije odmah otkriven.
Album s 13 pjesama objavljen je u ponoć 21. listopada 2022. po istočnom vremenu za Republic Records. Tri sata kasnije, 3am Edition albuma Midnights, koji sadrži "Would've, Could've, Should've" i šest drugih pjesama, objavljen je kao iznenađenje. Pjesma je također bila uključena u Til Dawn i Late Night izdanjima albuma koji su objavljeni 26. svibnja 2023. Aaron Dessner, koji je surađivao sa Swift na njezinim studijskim albumima iz 2020. Folklore i Evermore, radio je na četiri pjesme izdanja 3am. , uključujući "Would've, Could've, Should've". 8. svibnja Swift je izvela pjesmu s Dessnerom tijekom zaustavljanja u Nashvilleu u sklopu svoje šeste glavne koncertne turneje, "The Eras Tour".

## Tekstovi
U stihovima, pripovjedačica razmišlja o prošloj vezi sa starijim muškarcem kada je imala 19 godina i kako je to još uvijek prati u odrasloj dobi. Pripovjedač razmišlja o odnosu: "Prokleto sam siguran da nikad ne bih plesao s vragom s 19 / A Božja je iskrena istina da je bol bila nebesa / A sad kad sam odrastao, bojim se duhova." Ispituje kako je trauma pretvorila njena sjećanja u oružje ("Stalno te žalim"), ali također priznaje kako ju je to nekada zabavljalo ("Božja iskrena istina je da je bol bila nebo"). Prevladavaju vjerske reference ("Ti si kriza moje vjere" i "Grobnica se ne zatvara, vitraji u mojim mislima").
Most pjesme sadrži stihove koji su neki kritičari smatrali upečatljivim i najdirljivijim, "Living for the thrill of hitting you where it hurts / Give me back my girlhood, it was my first", optužujući muškarca da joj je ukrao nevinost i emocionalno je zlostavljao i spolno. Mnogi su kritičari na "Would've, Could've, Should've" gledali kao na labavi nastavak Swiftove pjesme "Dear John" iz 2010., jer obje govore o tinejdžerici koja se suočava s vezom sa starijim muškarcem. Rob Sheffield iz Rolling Stonea smatra da je "Would've, Could've, Should've" "neuredniji, zbunjeniji, ambivalentniji".

## Zasluge
- Taylor Swift – vokal, pisanje pjesama, produkcija
- Aaron Dessner – pisanje pjesama, produkcija, bas gitara, programiranje bubnjeva, bubnjevi, električna gitara, gitara, usna harmonika, klavir, sintisajzer, snimanje
- Bryce Dessner – električna gitara
- James McAlister – programiranje bubnjeva, bubnjevi, sintisajzer
- Bryan Devendorf – bubnjevi
- Thomas Bartlett – klavijature, sintisajzer, dodatni inženjering
- Jonathan Low – |miksanje, snimanje, vokalno inženjerstvo
- Randy Merrill – mastering
- Bella Blaško – snimanje
- Justin Vernon – dodatni inženjering

## Ljestvice
| Ljestvice              | Najviša pozicija |
| ---------------------- | ---------------- |
| Filipini               | 23               |
| Kanada                 | 18               |
| Portugal               | 66               |
| Švedska                | 44               |
| Ujedinjeno Kraljevstvo | 11               |
| Vijetnam               | 20               |